# Hansjörg Auer

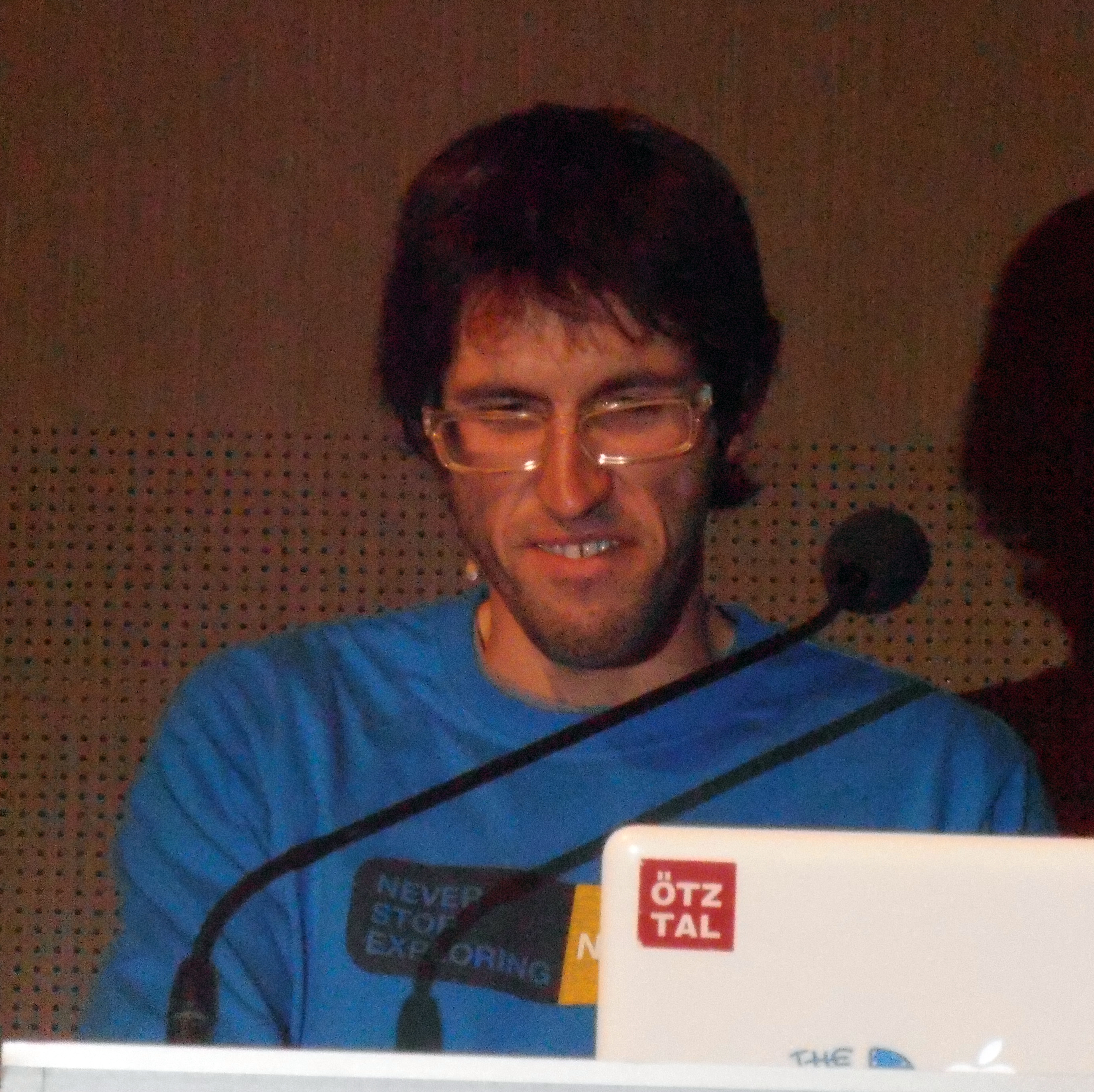
Hansjörg Auer (2012)

Hansjörg Auer (* 18. Februar 1984 in Zams; † 16. April 2019 im Banff-Nationalpark, Kanada) war ein österreichischer Kletterer und Bergsteiger. Auer gehörte zu den besten Kletterern und Bergsteiger seiner Zeit. Er schrieb mit seiner Free-Solo-Begehung der Route „Weg durch den Fisch“ (UIAA IX-) an der Marmolata-Südwand in den Dolomiten Klettergeschichte.

## Leben
Auer wurde in Zams in Tirol geboren und ist in Umhausen im Ötztal aufgewachsen. Nach dem Lehramtsstudium arbeite er als Hauptschullehrer für Mathematik und Sport. 2008 gab er seinen Beruf auf, um sich ganz dem Klettern widmen zu können.

## Alpinistische Karriere
Hansjörg Auer begann 1996 mit dem Klettern. Ab 2004 gelangen ihm bei mehreren Expeditionen Erstbegehungen und Wiederholungen u. a. in Patagonien, Pakistan und im Yosemite Valley, so z. B. die Kompressor-Route am Cerro Torre oder Eternal Flame an den Trango-Türmen.
Beim Sportklettern gelangen ihm Erstbegehungen bis zum Schwierigkeitsgrad 8b/8b+ (Roxette nahe Längenfeld) sowie Wiederholungen bis zum Grad 8c+ (Darkside an der Chinamauer im Leutaschtal, 2009).
Für die 2013 erfolgte Erstbesteigung des Ostgipfels des Kunyang Chhishs über die Südwestwand wurde seine Dreierseilschaft für den Piolet d’Or 2014 nominiert. Bei der Preisverleihung vor Ort in Chamonix wurde ihnen jedoch kein Preis verliehen. Im Nachgang erhielt die Seilschaft nach Aussage Auers einen Anruf, dass ihnen im kleineren Rahmen doch der Piolet d’Or verliehen werden sollte, was sie unmittelbar ablehnten, wie auch das Angebot, in der Jury für die Preisvergabe 2016 mitzuwirken. Die Ablehnung begründete Auer mit der Beliebigkeit der Preisverleihung und der häufig unter Alpinisten vertretenen Meinung, unter den alpinen Spitzenleistungen nicht zwischen preiswürdigen und nicht preiswürdigen Leistungen differenzieren zu können.
Auer wurde 2016 mit dem Paul-Preuss-Preis ausgezeichnet und Ehrenmitglied der Internationalen Paul-Preuss-Gesellschaft.
2018 eröffnete Auer am 7157 Meter hohen Lupghar Sar West in Pakistan eine neue Route im Alleingang. Es war gleichzeitig die erste Durchsteigung der Westwand des Berges. Für diese Leistung wurde ihm (posthum) 2019 ein Piolet d’Or verliehen.
Immer wieder kletterte Auer Routen auch Free Solo. 2007 gelang ihm die Begehung der von Heinz Mariacher und Luisa Iovane erstbegangenen Route Moderne Zeiten (Schwierigkeitsgrad 6c+) an der Marmolata.
Am 29. April 2007 kletterte Hansjörg Auer die 37 Seillängen oder 1220 m lange Route Weg durch den Fisch (Schwierigkeitsgrad 7b+) Free-Solo. Bereits 2004 hatte er die Route an der Marmolata-Südwand in den Dolomiten probiert. Am Tag vor der Free-Solo-Begehung hatte er sich noch einmal über der Route abgeseilt und sich die Schlüsselstellen eingeprägt (ca. 5 Stunden). Die Route durchstieg er schließlich in 2 Stunden und 50 Minuten ohne Sicherung. Die Begehung gilt als ein Meilenstein des Free-Solo-Kletterns.

## Lawinenunglück in Kanada
Hansjörg Auer starb zusammen mit David Lama und Jess Roskelley bei einem Lawinenabgang am Howse Peak im Banff-Nationalpark. Die Seilschaft galt seit dem 16. April 2019 als vermisst.
Die kanadische Nationalparkbehörde ging nach Aufklärungsflügen per Helikopter schon frühzeitig davon aus, dass die Bergsteiger ums Leben gekommen waren. Aufgrund der schlechten Witterung konnten die Leichen der drei Bergsteiger erst am 21. April 2019 geborgen werden. Die Gruppe hatte den Gipfel über eine neue Fels- und Eisroute im linken Wandbereich bereits erreicht und befand sich im seilfreien Abstieg durch eine Schneerinne, als sie von der Lawine getroffen und mitgerissen wurde. Die Absturzhöhe betrug etwa 800 Meter. Als Ursache für den Lawinenabgang wird Wechtenbruch vermutet. Hansjörg Auer wurde am 1. Mai 2019 auf dem Friedhof seiner Heimatgemeinde Umhausen in Tirol beigesetzt.

## Bedeutendste Erfolge

### Alpinklettern
Erstbegehungen:
- Fata Morgana (7c, 850 m), Jebel Misht (Oman), 2009 – zusammen mit Much Mayr[12]
- Silberschrei (7c, clean), Heiligkreuzkofel – zusammen mit Thomas Scheiber
- Vogelfrei (8b/8b+, 14 Seillängen, erste Rotpunktbegehung), Schüsselkarspitze, 2009 – galt als eines der letzten großen Projekte im Wettersteingebirge[13]
- Erstbesteigung von Kunyang Chhish Ost (über die Südwestwand), Karakorum/Pakistan, Juli 2013 zusammen mit Matthias Auer und Simon Anthamatten

Wiederholungen:
- Svec-Gebel, With or without you (8a+/8b), Schüsselkarspitze, 2005 – erste Wiederholung
- Steps across the Boarder – senkrecht ins Tao, (8a), Marmolata-Südwand, 2007 – vermutlich 3. Begehung[14]
- El Niño (8a+/8b), El Capitan, Yosemite Valley, 2008[15]
- Via della Cattefrale (8a, onsight), Marmolata, 2009 – zusammen mit Much Mayr
- Hallucinogen Wall (5.13+ oder ca. 8a+, 16 Seillängen, erste freie Begehung), Black Canyon, Colorado, April 2011[16]

Free-Solo-Begehungen:
- Don Quixote (6a+), Marmolata
- Comici (6b), Große Zinne
- Moderne Zeiten (6c+), Marmolata
- Weg durch den Fisch (7b+, 1220 m, 37 Seillängen), Marmolata, 2007
- Locker vom Hocker (6c+), Schüsselkarspitze, 2007
- Bayrischer Traum (8), Schüsselkarspitze, 2011
- Mephisto (8), Heiligkreuzkofel, 2015[17]

### Sportklettern
Erstbegehungen:
- Roxette (8b/8b+), Klettergarten Nösslach nahe Längenfeld, 2009

Wiederholungen:
- Coque au vin (8b+), Zillertal, 2009
- Freetown (8c), Chinamauer im Leutaschtal, 2009
- Darkside (8c+), Chinamauer im Leutaschtal, 2009
- La femme blanche (8a+, onsight), Céüse, 2009

## Auszeichnungen
- 2016 wurde Auer der Paul-Preuß-Preis verliehen.[18]

## Filmographie
- Still Alive – Drama am Mt. Kenya. Dokumentation 2016. Regie: Reinhold Messner. Auer spielt Gert Judmaier